# 나이팅게일 (2018년 영화)
《나이팅게일》(영어: The Nightingale)은 2018년 제작된 오스트레일리아의 시대극, 스릴러 영화이다. 제니퍼 켄트가 감독과 각본을 맡았다. 2018 베네치아 영화제에서 전 세계 최초로 상영되었다. 제9회 AACTA 어워드 작품상·감독상·각본상·여우주연상 수상작이다.

## 출연
- 애쉴링 프란초지 - 클레어 캐럴 역
- 샘 클라플린 - 호킨스 역
- 베이칼리 가남바르 - 빌리 망가나 역
- 데이먼 헤리먼 - 루스 역
- 해리 그린우드 - 자고 역
- 유언 레슬리 - 굿윈 역
- 찰리 쇼트웰 - 에디 역
- 마이클 시즈비 - 에이든 캐럴 역
- 찰리 잠피진파 브라운 - 찰리 역
- 매그놀리아 마이무루 - 로와나 역
- 너새니얼 딘 - 스토크스 역
- 루크 캐럴 - 아치 역